# إيقاع

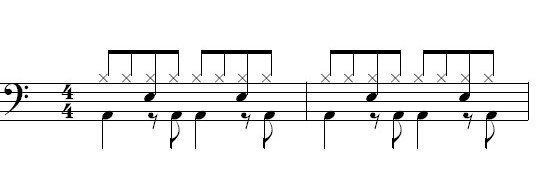
مثال على الإيقاع الموسيقي، ايقاع طبلة من 8 نبضات

الإيقاع كلمة وردت في الثقافة العربية للدلالة على مكوِّن من مكونات الموسيقى درس وصنف في الكتب المتخصصة. ويقابل هذا المفهومَ مفهوم الوزن في الشعر. ويشترك المصطلحان في كثير من الميادين: طبيعتهما المتعلقة بالزمن، تعاملهما مع هذا الزمن، بنيتهما، نوعية الإحساس الذي يثيره كل منهما عند السامع، الفطرية التي هي من سمات ملكة ممارسهما، تلاقي مجاليهما في الغناء.
لم يستعمل النقاد العرب القدماء إلا كلمة الوزن عند دراستهم للشعر، وقد استعمل اللغويون المصطلح نفسه في تقنينهم للأشكال الصرفية. أما الإيقاع فهو غائب أو شبه غائب من معجم أهل البلاغة وأصحاب فن الشعر وعلماء الكلمة. وما نشاهده اليوم من تواتر لهذه المفردة في خطاب الباحثين، وحتى في الكلام العادي، فهو ناتج عن التأثر بالثقافة الغربية التي أصبحت تستعمل هذا المصطلح في كل المجالات تارة كمرادف للتكرار، وتارة كأخ للسرعة، وأحيانا بدون معنى مضبوط.
لقد استعملت كلمة «إيقاع» أو «ريتم» في الشعر اليوناني واللاتيني، ثم في اللغات الأوروبية الحالية التي انفصلت عن اللغات القديمة، فالإيقاع هو أحد مكونات عروض شعرها، مضبوط أحيانا وأحيانا غير مضبوط، ولكنه وارد ومتداول. واستعملت هذه المفردة أيضا في الموسيقى بصفة دقيقة مقننة. فلا غرابة إذن أن يكون الإيقاع في المخيلة الغربية همزة وصل بين فنون الكلام وفنون النغم وأن نراه مستعملا في العديد من المجالات.

## مجالات الإيقاع
كثيرا ما يرتبط لفظ الإيقاع بمجالات مبهمة، وتكون معانيه مرادفة للسرعة أو التناوب أو الزمن، وأحيانا يكتسي شاعرية سطحية تزيد من غموض معناه. فالبعض يتكلم عن إيقاع المحبة، والآخر عن إيقاع الزمن أو إيقاع الرياح. كل هذا أصبح معتادا عند الشعراء والكتاب وحتى عند الصحفيين، بحيث أن كل شيء أصبح في هذه الدنيا إيقاعا لدى البعض.
قد يرتبط الإيقاع بظواهر طبيعية معروفة ومدروسة مثل:
- إيقاع القلب الذي يتعامل معه الطبيب.
- إيقاع التنفس الخاص بحركة الرئتين.
- الإيقاع البيولوجي للحيوانات والنباتات.
- إيقاع الفصول.
- إيقاع الليل والنهار.
- إيقاع الأمطار أو إيقاع الطقس عامة.
- إيقاع إشارة دلالية كأضواء إشارة المرور.

يستعمل الإيقاع أيضا في المجالات الفنية والجمالية كما في الشعر والموسيقى كما ذكرنا، بالإضافة إلى النثر حيث يتكلم النقاد عن إيقاع الكلمات والجمل، وجرس الألفاظ الذي يكوّن بتواتره إيقاعا في رأيهم.
كما يستعمل الإيقاع في فنون الرقص والرسم والنحت، وهو خاضع لتصورات الناقد وأحاسيسه وانطباعاته.
وفي كل هذه الحالات يُعرَّف الإيقاع بطرائق مختلفة، متفاوتة الدقة. وقد لا يعرف، ويمارس بصفة حدسية وقد لا يمارس.
اما عند المحدثين:
الإيقاع هو الترجمة العربية للمصطلح الأوروبي rhythm في الفرنسية، وهما مشتقتان من rhuthmos اليونانية، وهي في اصل معناها الجريان والتدفق والمقصود به عامة هو التواتر بين حالتي الصوت والصمت أو النور والظلام.
أما محمد مندور فهو يفرق بين الوزن والإيقاع فقال:«اما الكم (الوزن) فقصد به كم التفاعيل التي يستغرق نطقها زمنا ما، وكل أنواع الشعر لابد أن يكون البيت فيها مقسما إلى تلك الوحدات، وهي بعد قد تكون متساوية كالرجز عندنا مثلا، وقد تكون متجاوبة كالطويل، حيث يساوي التفعيل الأول التفعيل الثالث والتفعيل الثاني التفعيل الرابع وهكذا، أما الإيقاع فهو عبارة عن رجوع ظاهرة صوتية ما على مسافات زمنية متساوية أو متجاوبة»(1)
أما شكري عياد: «فيخلص إلى ان الوزن يتضمن الإيقاع أيضا وانا الاصطلاحيين- الوزن والقافية- لا يفهم أحدهما دون الآخر».
و عليه فالإيقاع ليس مجرد التلوين الصوتي، انما هو فاعلية مؤثرة في بنية القصيدة.
- مأخوذ عن عمر خليف ادريس، البنية الإيقاعية في شعر البحتري، دراسة نقدية تحليلية، منشورات جامعة قارينوس، بنغازي، ليبيا، ط1، 2003، ص33.

الموسيقى
لو بحثنا في معجم للرياضيات أو الفيزياء عن مفردة الإيقاع لما وجدناها، وذلك لأن المفهوم لم يُنَظّـر ولم يدرس ولم يعط له حتى تعريف علمي موحد.
ولو تأملنا مفهوم الإيقاع لرأيناه مرتبطا بالزمن. والمادة العلمية التي تستعمل الزمن بصفة أساسية هي علم الحركة.
وعلم الحركة يربط بين الزمن والمسافة. فالجسم الذي يتحرك في الفضاء له مسار معين، وموقعه متعلق بالزمن، وتحديد سرعته يقتضي معرفة المسافة والزمن، والتسارع له معادلة مبنية على المسافة والزمن.
أما الإيقاع فإنه مرتبط بالزمن وحده لا يستعمل الفضاء أو المسافة.القلب الذي يدق لا يقطع أي مسافة والنفَس الذي يدخل الرئتين لا تهمنا منه إلا علاقته بالزمن، وكذلك الشأن بالنسبة لتعاقب الليل والنهار، وتتالي الفصول، ودقات الطبول في الموسيقى، وتتالي السواكن والحركات في الشعر.
وغياب الإيقاع من النظريات الرياضية والفيزيائية راجع لغموض المفهوم، وتعدده وكون الكثير من مفاهيمه تؤول إلى مفاهيم تقليدية معروفة، مدروسة مثل التواتر والدورية.

## مفهوم الإيقاع
الإيقاع مرتبط بالمجال المعرفي أو السياق الدلالي الذي يظهر فيه. ومن هذه الناحية فهو ليس مفهوما مفردا. ومن هنا أتت صعوبة تعريفه تعريفا واحدا شاملا
في الموسيقى يعرف الإيقاع بماهو ربما أدق التعاريف لأنه يقود إلى تصنيفات متفق عليها وممارسات حقيقية.
في الشعر يرتبط الإيقاع بالعروض والإنشاد، ويتغير حسب اللغات وطبيعة الشعر والنظريات العروضية. فالإيقاع في اليونانية ليس الإيقاع في الفرنسية أو الإنجليزية أو الألمانية. قد يكون هذا التعريف مضبوطا أو مبهما. وأحيانا نراه يوازي الوزن وأحيانا يعارضه.
في اللغة يكون الإيقاع في جماليات اللغة أصعب تحديداً من الإيقاع في الشعر، وهو في الغالب مستمد منه، وتعريفه غير مضبوط.
التعاريف المبهمة للإيقاع كثيرة وهي لا تقود إلى أي مقولة إجرائية يمكن أن تجسد الإيقاع بواسطة رمز مكتوب أو منطوق.